# Rolf Wirtgen
Rolf Wirtgen (* 22. Dezember 1954 in Neuwied) ist ein deutscher Militärhistoriker. Er war von 2002 bis 2012 Vorsitzender der Deutschen Gesellschaft für Heereskunde und war von 1995 bis 2021 Leiter der Wehrtechnischen Studiensammlung Koblenz.

## Leben
Wirtgen wurde als Sohn des Militärhistorikers Arnold Wirtgen, dem Begründer der Wehrtechnischen Studiensammlung Koblenz (WTS), geboren. Er besuchte das Werner-Heisenberg-Gymnasium Neuwied und studierte nach dem Abitur 1975 Geschichte, Kunstgeschichte und Soziologie an der Westfälischen Wilhelms-Universität in Münster. Während des Studiums war er Praktikant im Heeresgeschichtlichen Museum in Wien, im Königlich Dänischen Zeughausmuseum in Kopenhagen und im Wehrgeschichtlichen Museum Rastatt. Von 1983 bis 1984 leistete er Grundwehrdienst bei der Bundeswehr. 1986 wurde er bei Werner Hahlweg an der Universität Münster mit der Dissertation Militärwesen und automatische Waffe zum Dr. phil. promoviert.
Von 1985 bis 1988 war er Redakteur und Ressortleiter beim Deutschen Waffen-Journal. 1988 trat er dann in den höheren Dienst beim Bundesamt für Wehrtechnik und Beschaffung (BWB) ein, zuletzt war er Regierungsdirektor. Er wurde Mitarbeiter und ab 1995 Leiter der WTS. Zum 1. April 2021 ist er in den Ruhestand versetzt worden. Darüber hinaus veröffentlichte er für das Bundesamt für Wehrtechnik und Beschaffung mehrere Schriften zur wissenschaftlichen Waffenkunde und ist Autor von Artikeln in der Zeitschrift für Heereskunde.
Er fungierte als wissenschaftlicher Sekretär des Beirats des Werner-Hahlweg-Preises für Militärgeschichte und Wehrwissenschaften und war als ein Nachfolger seines Vaters von 2002 bis 2012 Vorsitzender der Deutschen Gesellschaft für Heereskunde.

## Schriften (Auswahl)
- Geschichte und Technik der automatischen Waffen in Deutschland. Band 1: Von den Anfängen bis 1871 (= Wehrtechnik und wissenschaftliche Waffenkunde, Band 1). Mittler, Herford u. a. 1987, ISBN 3-8132-0262-3.
- Uniformen in den NATO-Staaten 1900 bis heute. Mittler, Herford u. a. 1989, ISBN 3-8132-0331-X.
- Das Zündnadelgewehr. Eine militärtechnische Revolution im 19. Jahrhundert. Mittler, Herford u. a. 1991, ISBN 3-8132-0378-6.
- Hrsg.: Unter Nassau’s Fahnen. Ausrüstung und Bewaffnung des herzoglich nassauischen Militärs und seiner Traditionsgruppen. Katalog zur Sonderausstellung 2001 in der Wehrtechnischen Studiensammlung des BWB. Bundesamt für Wehrtechnik und Beschaffung, Koblenz 2001, ISBN 3-927038-62-8.
- Hrsg.: Katalog zur Sonderausstellung „100 Jahre Visierentwicklungen“. Ergänzt mit Datenblättern zu den Zielfernrohren der Sonderausstellung „Präzisionsschützengewehre“ und zu den optischen Zieleinrichtungen der aktuellen Dauerausstellung. Bundesamt für Wehrtechnik und Beschaffung, Koblenz 2003, ISBN 3-927038-63-6.
- Hrsg.: Die Instandsetzung des Bergepanthers. Überblick und Sachstandsbericht April 2004. Bundesamt für Wehrtechnik und Beschaffung, Koblenz 2004, ISBN 3-927038-65-2.
- Hrsg.: Uniformierung – Bewaffnung – Ausrüstung. Katalog zur Sonderausstellung der Wehrtechnischen Studiensammlung. Bundesamt für Wehrtechnik und Beschaffung, Koblenz 2004, ISBN 3-927038-64-4.
- Hrsg.: Die Entwicklung des Maschinengewehrs. Vom Handrohr zum Universal-Maschinengewehr. Broschüre zur Sonderausstellung 2005 bei der Wehrtechnischen Studiensammlung. Bundesamt für Wehrtechnik und Beschaffung, Koblenz 2005, ISBN 3-927038-66-0.
- Hrsg.: Exponate der Wehrtechnischen Studiensammlung. Präsentiert an den Tagen der offenen Tür bei der Wehrtechnischen Dienststelle (WTD 51) in Koblenz am 16. und 17. Juli 2005 und bei der 5. Koblenzer Museumsnacht am 3. September 2005. Bundesamt für Wehrtechnik und Beschaffung, Koblenz 2006, ISBN 978-3-927038-67-7.